# Mölntorp

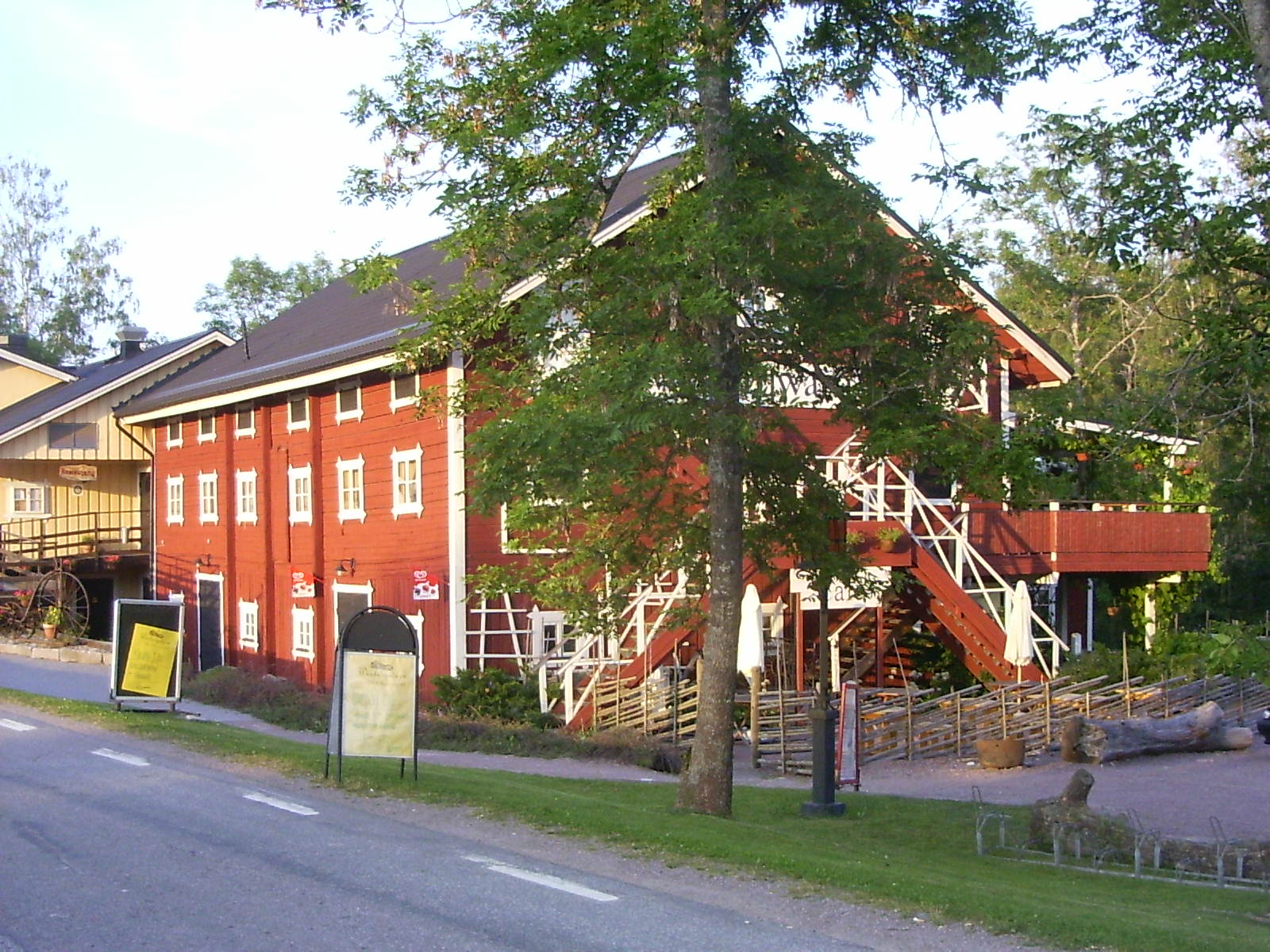
Västerkvarn

Mölntorp är en småort i Hallstahammars kommun i Säby socken.

## Historik
Mölntorp (tidigare Mölletorp) omnämns första gången på 1500-talet i samband med att Gustav Vasa lät anlägga en vapensmedja här.
Samhället är uppbyggt kring godset med samma namn, samt metallvarufabriken Intra Mölntorp, ursprungligen Mölntorps Smidesfabrik. Tidigare har i samhället även funnits ett tegelbruk och ett sockerbruk, samt tre kvarnar och ett vattendrivet tröskverk.

### Befolkningsutveckling
| Befolkningsutvecklingen i Mölntorp 1950–2015  | Befolkningsutvecklingen i Mölntorp 1950–2015 | Befolkningsutvecklingen i Mölntorp 1950–2015 | Befolkningsutvecklingen i Mölntorp 1950–2015 | Befolkningsutvecklingen i Mölntorp 1950–2015 |
| --------------------------------------------- | -------------------------------------------- | -------------------------------------------- | -------------------------------------------- | -------------------------------------------- |
|                                               |                                              |                                              |                                              |                                              |
| År                                            |                                              |                                              | Folkmängd                                    | Areal (ha)                                   |
| 1950                                          | 1950                                         |                                              | 245                                          |                                              |
| 1960                                          | 1960                                         |                                              | 270                                          |                                              |
| 1965                                          | 1965                                         |                                              | 278                                          |                                              |
| 1970                                          | 1970                                         |                                              | 221                                          |                                              |
| 1990                                          | 1990                                         |                                              | 142                                          | 10#                                          |
| 1995                                          | 1995                                         |                                              | 161                                          | 15#                                          |
| 2000                                          | 2000                                         |                                              | 176                                          | 14#                                          |
| 2005                                          | 2005                                         |                                              | 155                                          | 14#                                          |
| 2010                                          | 2010                                         |                                              | 142                                          | 14#                                          |
| 2015                                          | 2015                                         |                                              | 153                                          | 33#                                          |
| Anm.: Upphörde som tätort 1975. # Som småort. |                                              |                                              |                                              |                                              |

## Natur
Mölntorp omges huvudsakligen av ädellövskogar och bördiga fält. Kolbäcksån/Strömsholms kanal delar sig här och bildar ön Ribbholmen som huvuddelen av samhället ligger på. I området finns flera naturliga källor, bland annat Linnés källa, vars vatten mynnar ut i Kolbäcksån.
Samhället ligger i norra delen av Strömsholmsområdet som är känt för att ha ett mycket milt klimat.[källa behövs]